# Bilal Göregen
Bilal Göregen (Dörtyol, 4 de setembro de 1988) é um músico de rua e baterista turco. Ele é cego e ficou famoso por sua interpretação da canção "Ievan polkka", na qual um usuário do Twitter sobrepôs um gato balançando a cabeça em seu vídeo. O vídeo foi compartilhado pelo YouTube no Instagram.

## Vida e carreira
Foi nascido e criado em Hatai, na Turquia. Bilal Göregen atuou em O Ses Türkiye. Ele ficou famoso por Sevdiğim kız bana abi deyince. Ele tinha um vídeo com o prefeito de Istambul Ekrem İmamoğlu. Ele é de Bitlisse.